# Lauma Zušēvica
Lauma Zušēvica (* 3. Juli 1954 in Cleveland, Ohio als Lauma Lagzdiņa) ist eine US-amerikanische lutherische Geistliche. Von 2015 bis 2025 amtierte sie als Erzbischöfin der Lettischen Evangelisch-Lutherischen Kirche außerhalb Lettlands (seit 2020: Lettische Evangelisch-Lutherische Kirche weltweit).

## Leben
Lauma Zušēvica erwarb 1976 den Bachelorgrad an der Cleveland State University und 1980 den Master an der Yale University. 1978 wurde sie als erste Frau in ihrer Kirche ordiniert. Sie arbeitete zuerst in Gemeinden in Long Island und Chicago, ab 1985 in Milwaukee, Wisconsin. 1996 wurde sie Dekanin, 2005 Leiterin der Latvian Evangelical Lutheran Church in America, der größten regionalen Untergliederung der Lettischen Evangelisch-Lutherischen Kirche außerhalb Lettlands, und eine der Vizepräsidentinnen der Gesamtkirche. Sie übte diese Ämter zusätzlich zur Betreuung der Gemeinde in Milwaukee aus. 
Im Oktober 2014 wurde Zušēvica von der Synode als Nachfolgerin von Elmārs Ernsts Rozītis zur Erzbischöfin und somit geistlichen Leiterin der Lettischen Evangelisch-Lutherischen Kirche außerhalb Lettlands gewählt. Sie setzte sich dabei mit großer Mehrheit gegen zwei Gegenkandidaten durch. Am 19. April 2015 wurde sie in ihr Amt eingeführt, das sie weiterhin von Milwaukee aus ausübte. 2025 wurde sie emeritiert; ihr Nachfolger als Erzbischof ist Kārlis Žols.
Zušēvica ist seit 1980 mit dem Architekten Ivars Zusevics verheiratet und hat mit ihm zwei erwachsene Töchter.